# Chuck Taylor All-Stars

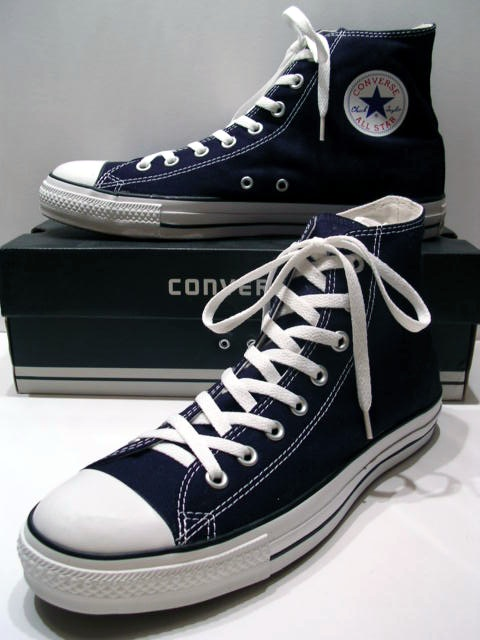
Chuck Taylor All Stars

，或称，别名、，是由匡威生产的帆布胶底鞋。1917年首次生产时称“All Star”, 公司以此尝试占领篮球鞋市场。身为篮球运动员兼匡威产品推销员的查克·泰勒改进了鞋的设计并在1920年代成为该产品代言人。

## 历史
匡威橡胶鞋公司是于1908年在马萨诸塞州莫尔登成立的企业。1917年，公司设计了名为All Star的鞋。此鞋由橡胶底和帆布鞋帮组成，并作为专业运动鞋为职业篮球队设计。1921年，篮球运动员查克·泰勒在匡威公司的赞助之下加入了一家名为的篮球队。泰勒加入县里高中的职业篮球联盟并在教比赛技能时推销All Star。作为运动员及推销员，泰勒还对他喜爱的鞋的款式做了改进。他对该鞋的设计的意见是增强柔韧性及支持性能并且以并拢的补片保护脚踝。
All Stars很快就被大批专业篮球选手穿着并且为所有怀有抱负的篮球选手所羡慕。不久，All Stars成为奥运会选手的装备，并且在二战期间，美军士兵也开始在训练时穿着All Stars。
1960年代，匡威开始扩展他们的公司并开设更多工厂，并且在那一时期，匡威Chuck Taylor All Stars被90%的职业篮球选手和大学篮球选手穿着。随着时间的发展，该鞋得到更为广泛的普及并为众多群体和次文化所喜爱。

## 设计

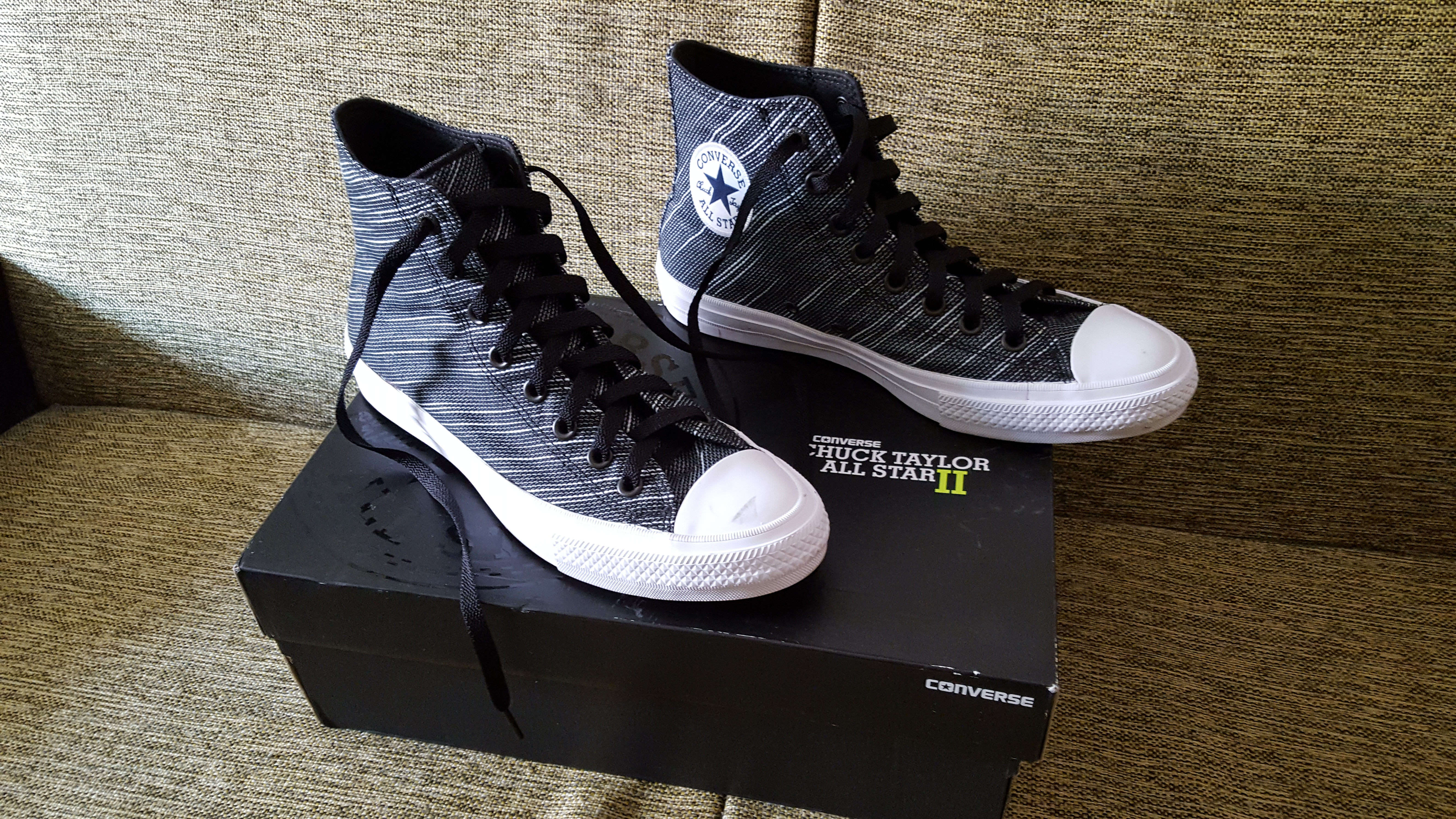
Chuck Taylor All Stars

1923年，在查克·泰勒对该鞋作出改进以后，匡威决定将他的名字加入到位于脚踝部位的Converse All Star标志上。之后，在1930年代泰勒的签名加入到设计当中，使之以“Chuck Taylor” All Star而闻名。初次产生时，Converse All Star主要有三种样式——黑色帆布面及橡胶底的单色鞋、带蓝色或红色装饰的白色鞋，以及全部黑色皮面的胶底鞋。二战前匡威决定做护趾、鞋带和白色外包边，给今天的Converse All Stars带来标志性的黑色和白色外观。1957年，匡威推出了All Star低帮“Oxford”版并且不久在以后开始生产多种颜色的鞋款。今天，匡威以多种颜色、样式、花样及造型制造Chuck Taylor All Star。

## 争议
2003年，耐克以3.05亿美元收购匡威。当时匡威主导美国运动鞋市场从1920年代一直持续到1970年代，但之后因为激烈的竞争和资金匮乏陷入困境。在这之后的几年中，匡威多次申请破产并陷入进一步的债务危机，最终被耐克收购。Chuck Taylor All Stars以及匡威的其他产品开始在设立于中国、越南和印度尼西亚等国的工厂生产。很长一段时间匡威迷不愿改变乃至即使停止穿匡威鞋。耐克的工厂设在亚洲而且许多人标明了拒绝血汗工厂生产的鞋的立场。有很多人还担心耐克可能会改变All Stars的外形并且使其过度商业化。文化干扰团体广告克星开始出售被称作Black Spot的由麻和回收橡胶制成的公平贸易鞋。自2003年收购以来耐克并未更改匡威的形象或广告，但有关耐克控股匡威的争论仍然存在。

## 流行文化
多年以来，匡威Chuck Taylor All Stars发生了从体育运动装到休闲鞋的转变。原本作为专业篮球鞋的Chuck Taylor All Star演变成为许多次文化的首选。数十年来该鞋在众多群体当中受到欢迎，包括运动员、朋克族、油渍摇滚乐手、另类摇滚乐手、冲浪者、重金属乐迷、说唱歌手、情绪摇滚乐手、滑板爱好者和时髦人士。
来自英国广播公司电视节目Tenth Doctor的神秘博士也穿着匡威Chuck Taylor All Stars。